# غرينشين (سويسرا)
غرينشين (بالفرنسية: Grenchen)‏ هي بلدية تقع في سويسرا في كانتون سولوتورن.

## المدن التوأمة
- نيكارسولم
- سيليستات

## أعلام
- ماركو وولفلي
- سيلفان اجيرتر
- مايك مولر